# Rogue Hostage
Rogue Hostage è un film del 2021 diretto da Jon Keeyes. Il film è un thriller d'azione interpretato da Tyrese Gibson, John Malkovich, Michael Jai White, Christopher Backus,  Holly Taylor e Lauren Vélez.

## Trama
Kyle, ex marine segnato da un tragico incidente, vive con la figlia Angel dopo che la moglie se ne è andata. Lui lavora nei servizi sociali e con Clove, la sua collega, decidono di aiutare Manny; una volta preso il ragazzo decidono di fare sosta al discount Nelson per prendere qualcosa da mangiare; il discount è di proprietà di Sam Nelson, il patrigno di Kyle, che sta per inaugurarlo in giornata.
Nel frattempo Eagan e i suoi cugini stanno preparando un assalto al discount ed il loro obbiettivo è Sam perché aveva testimoniato contro Luther, padre di Eagan, per frode e per la quale ha scontato una pena di diciotto anni. Eagan e i suoi cugini assaltano il discount poco dopo che Kile, Clove e Manny sono entrati; nella concitazione di radunare tutti, vengono sparati alcuni colpi d'arma da fuoco, Clove resta gravemente ferita e Manny scappa nascondendosi, Sunshine e Mikki invece si nascondono nell'ufficio bunker. Una volta riuniti tutti, Kyle si accorge della presenza di sua figlia che era con Sam mentre Eagan rivela di aver piazzato esplosivi che detoneranno dopo sessanta minuti e sfrutta un cameramen per riprendere Sam mentre confessa la "sua verità" riguardo Luther; poi manda il cameramen alla polizia. Quando la notizia passa in televisione e la polizia arriva al discount, Eagan decide di liberare metà degli ostaggi, compreso Kyle e Angel; Kyle però decide di non uscire e aiutare gli altri a salvarsi. Guidato da Sunshine, che ha tutto sotto controllo con telecamere e può contattarlo tramite radio, lo guida per mettere fuori gioco gli assalitori e mettere tutti gli ostaggi e Manny al salvo prima che esploda tutto.

## Distribuzione

### Data di uscita
Le date di uscita internazionali nel corso del 2021 sono state:
- 11 giugno negli Stati Uniti d'America
- 26 luglio in Regno Unito e Singapore
- 12 agosto in Libano ed Emirati Arabi Uniti
- 9 settembre nei Paesi Bassi
- 23 settembre in Corea del Sud
- 7 ottobre in Germania

Le date di uscita internazionali nel corso del 2022 sono state:
- 22 gennaio in Giappone (ローグホステージ?)
- 21 febbraio in Svezia
- 11 marzo in Polonia (W pułapce)
- 14 aprile in Spagna (Rehén rebelde)
- 12 maggio in Argentina (Rehén rebelde)
- 9 novembre in Italia